# 彭善承

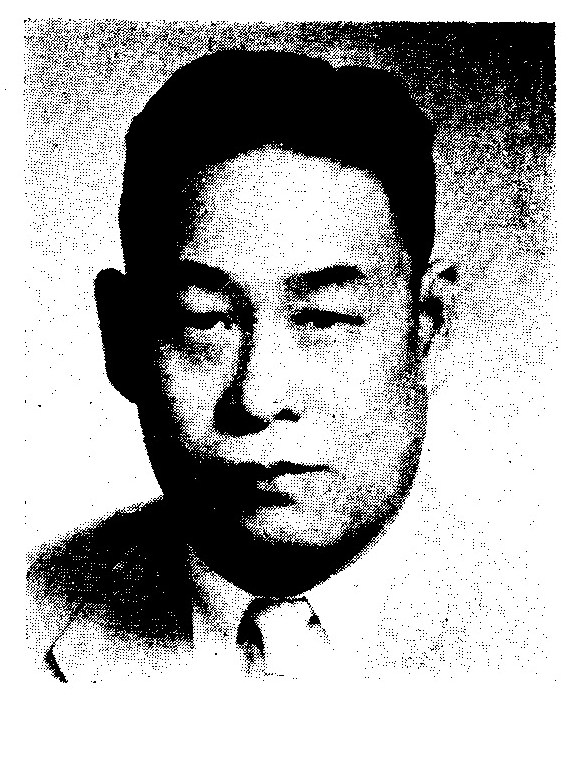
彭善承近照

彭善承（1905年12月22日—2004年），字汝為，四川省廣元縣人，原籍江西省新淦縣黃鑼巷，曾任立法委員。
清代嘉慶年間，其祖父丹峰公因做藥材瓷器生意，輾轉遷徙到了四川廣元，在廣元定居下來。延至彭先生父親一代，彭家已在廣元大西街開設了一個藥房，這就是縣人皆知遠近聞名的“保元堂”，光緒三十一年冬月廿六日（即西歷1905年12月22日），彭善承生於四川省廣元縣城內西街保元堂祖宅。

## 經歷[1][2][3]
- 宣統三年（1911年）至民國六年（1917年），家塾學習
- 民國六年（1917年）至民國九年（1920年）冬，廣元縣立第一高等小學堂
- 民國十年（1921年）春至民國十二年（1923年）春，四川高等師範附屬中學校
- 民國十二年（1923年）夏，天津南開學校中學部
- 民國十六年（1927年）2月，加入中國國民黨（黨證號：特字2067）
- 民國十七年（1928年）至民國二十年（1931年），中央政治學校大學部行政系市政組

在大學期間，擔任天津大公報特約記者
- 民國二十年（1931年），畢業後留校，任中央政治學校編譯，負責校刊編輯
- 民國廿三年（1934年），江蘇省政府保安處第三科（軍法政訓）上校科長
- 民國廿五年（1936年）冬，江蘇省高淳縣縣長
- 民國廿八年（1939年）春，四川省民政廳視察員、第一、三科科長
- 民國廿九年（1940年），四川省訓練團教務副處長
- 民國三十年（1941年），四川省糧食管理局主任秘書

同年10月1日，派任四川省永川縣縣長
- 民國卅一年（1942年）8月，四川省華陽縣縣長（新縣制示范縣）
- 民國卅三年（1944年），選為中國國民黨四川省黨部執行委員
- 民國卅四年（1945年）冬，四川省自貢市市長
- 民國卅五年（1946年），派為四川省第十一行政督察區行政督察專員兼保安司令[4]
- 民國卅七年（1948年），被選為四川省第十選區立法委員

同年辭四川省第十一區行政督察專員兼保安司令
- 民國卅八年（1949年）11月8日，川陝甘邊區綏靖公署政務處長
- 民國五十七年（1968年），台昌紡織有限公司董事長[6]
- 中央訓練團黨政高級班第二期
- 革命實踐研究院第十七期結業
- 晚年隨子彭萬墀僑居巴黎，2004年逝世